# Roemeense Hervormde Kerk

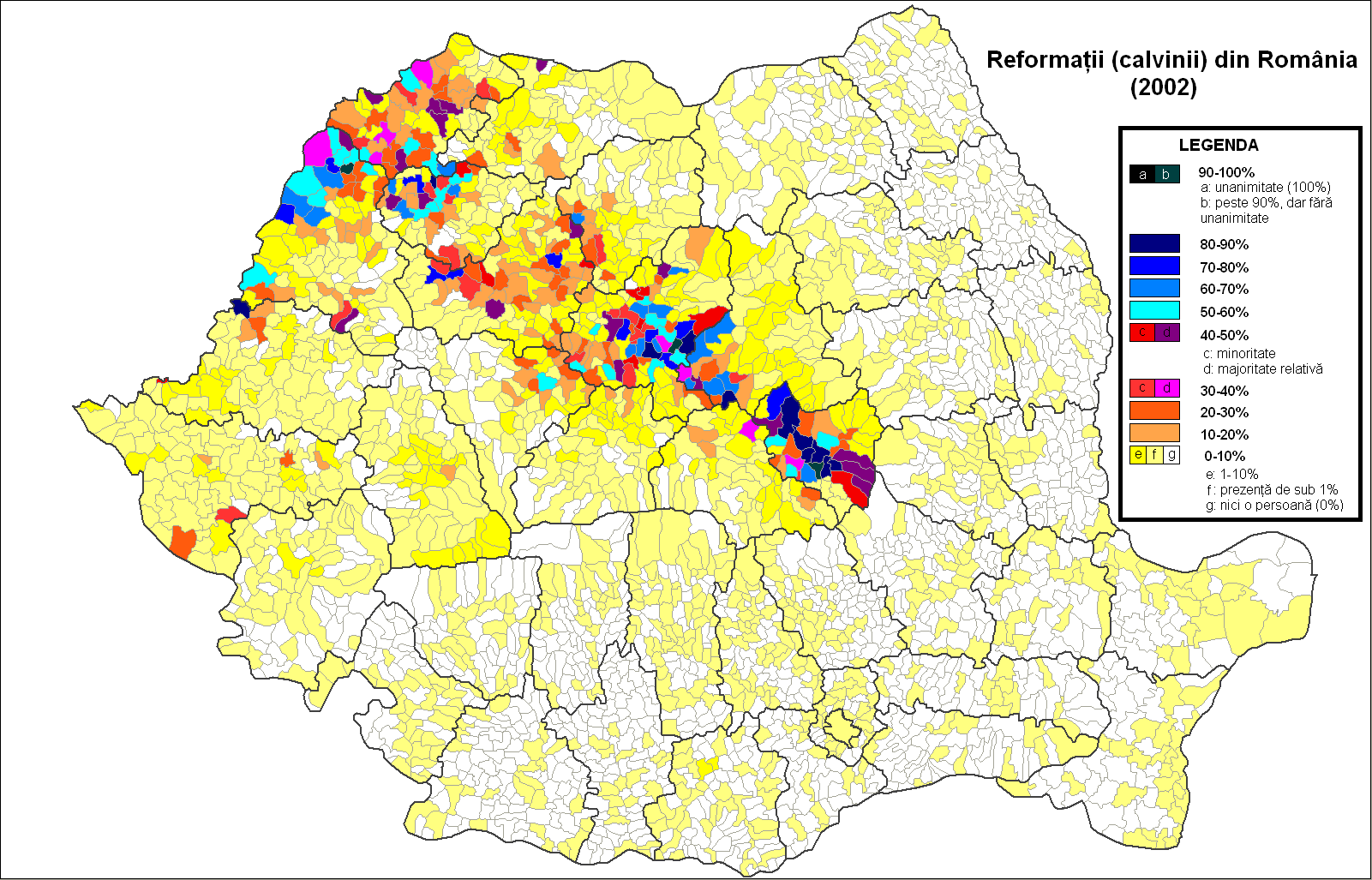
Verspreiding van de volgers in Roemenië (2002)

De Roemeense Hervormde Kerk (Hongaars: Romániai Református Egyház, Roemeens: Biserica Reformată din Romania) is de organisatie van de calvinistische kerk in Roemenië. 

## Beschrijving
De meerderheid van haar volgers heeft de Hongaarse etniciteit en het Hongaars is dan ook de voertaal binnen de Kerk. De overgrote meerderheid van de kerkparochies ligt in Transsylvanië; volgens de volkstelling van 2002 waren 701.077 (3,15%) Transsylvaniërs lid van de Hervormde Kerk. Daarvan had 95% de Hongaarse etniciteit.
De Hervormde Kerk van Roemenië is onderverdeeld in twee bisdommen: het District Királyhágómellék en het District Transsylvanië. De hoofdzetels van deze bisdommen zijn respectievelijk de steden Oradea en Cluj-Napoca.
Samen met de Hongaarse Unitarische Kerk van Transsylvanië en de twee lutherse kerken van Roemenië (de Evangelische Lutherse Kerk van Roemenië en de Evangelische Kerk van de Augustijnse Confessie in Roemenië) bestuurt deze calvinistische gemeenschap het Protestants Theologisch Instituut van Cluj.

## Doctrine
De kerk houdt zich aan de:

### Geloofsbelijdenissen
- Apostolische geloofsbelijdenis
- Geloofsbelijdenis van Nicea-Constantinopel
- Geloofsbelijdenis van Athanasius

### Confessies
- Heidelbergse Catechismus
- Tweede Helvetische Confessie[2][3]

## Galerij van hervormde kerken

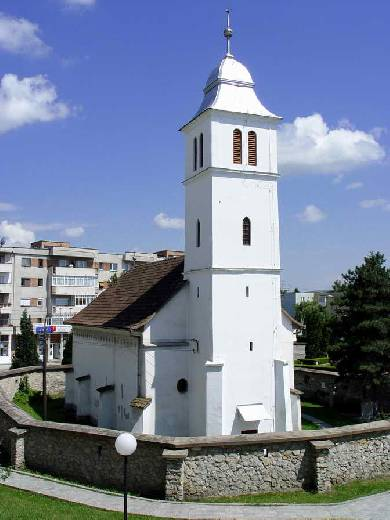
Hervormde kerk van de stad Câmpia Turzii, Cluj
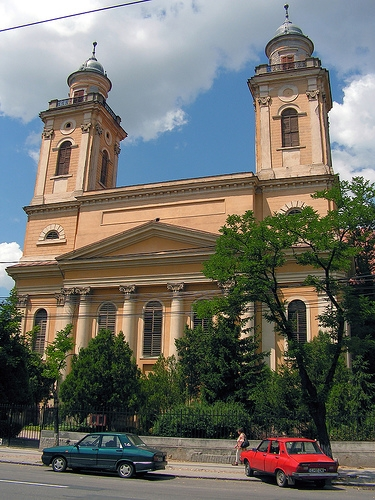
Kerk met twee torens van de stad Cluj-Napoca, hoofdstad van Cluj
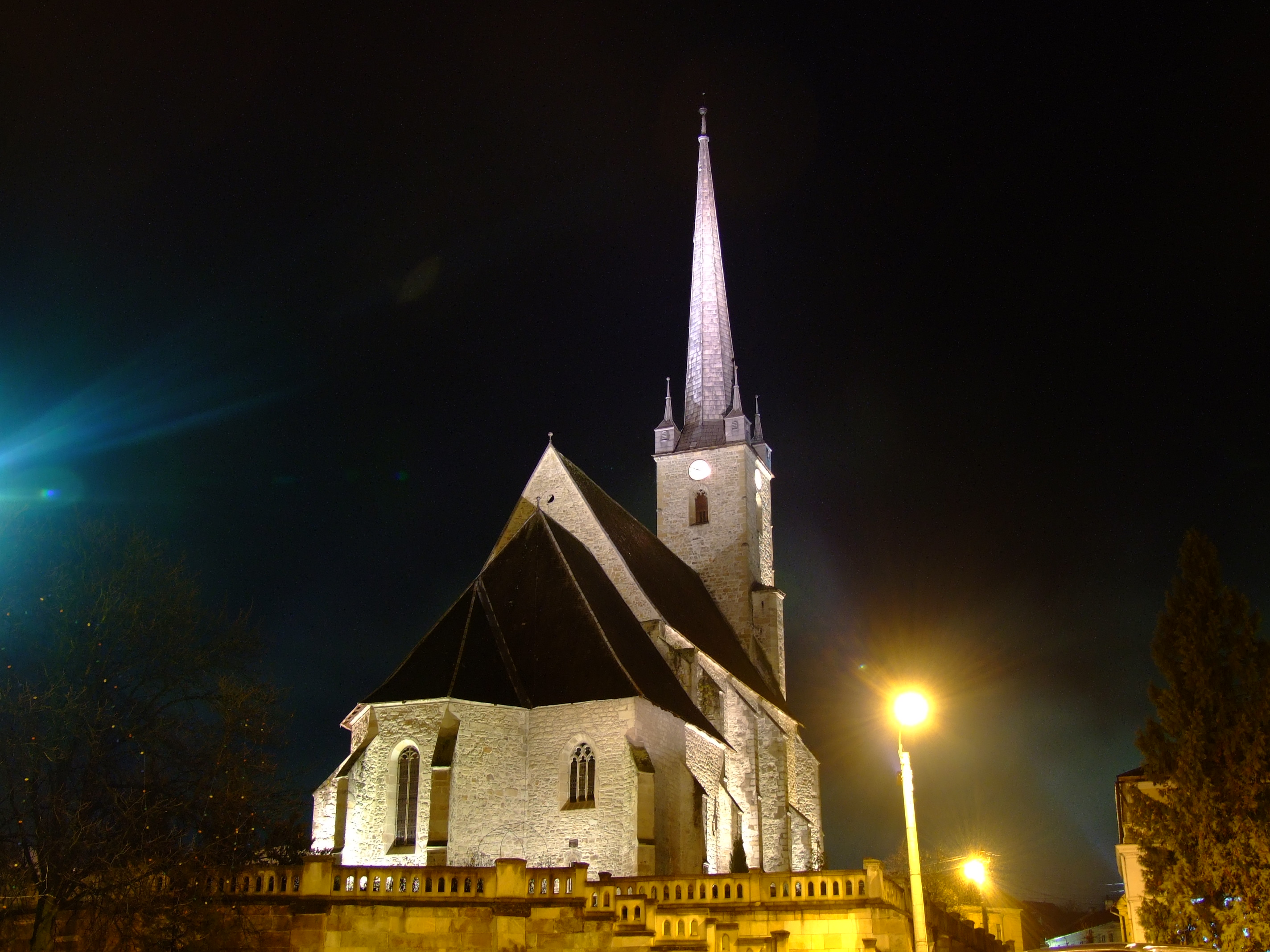
Nachtelijk zicht op de kerk van de stad Dej, Cluj
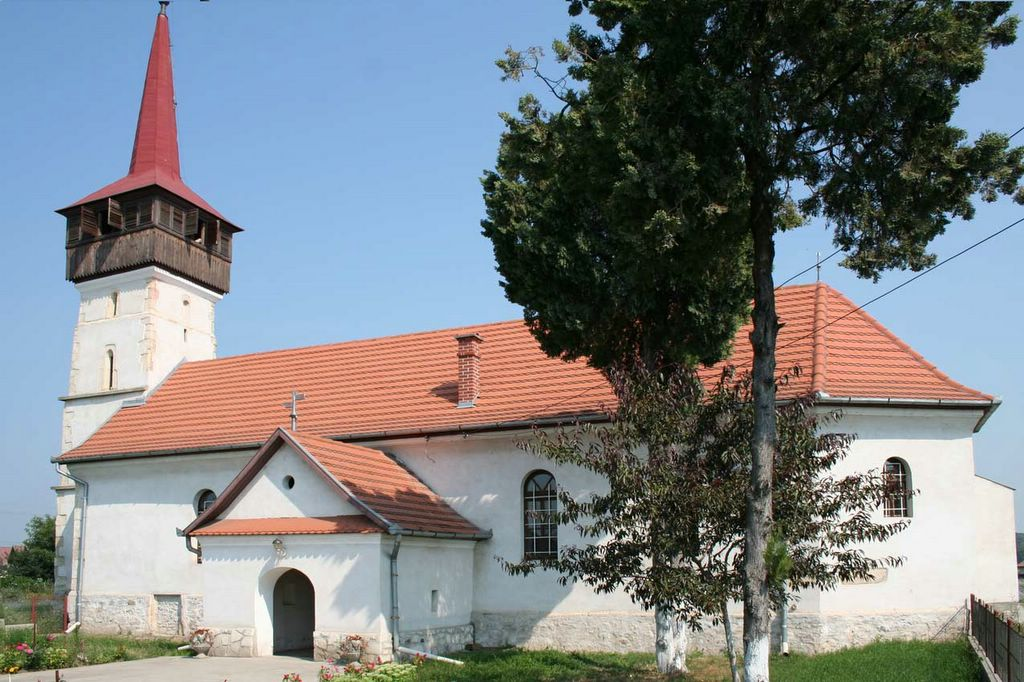
Kerk van de stad Turda, Cluj
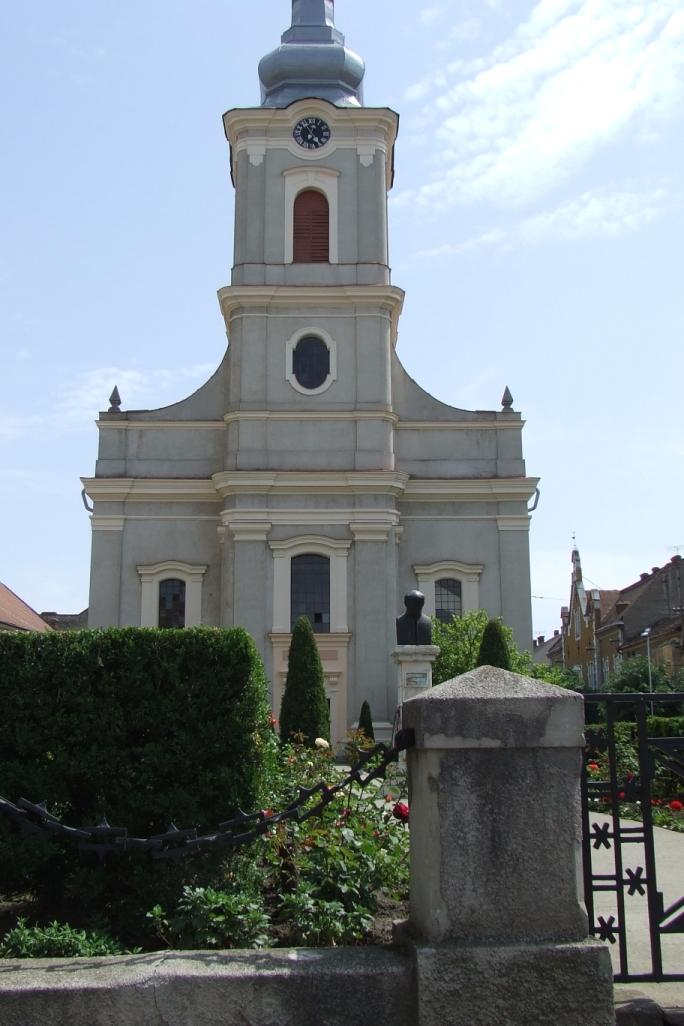
Vooraanzicht van de kerk van Satu Mare, hoofdstad van Satu Mare
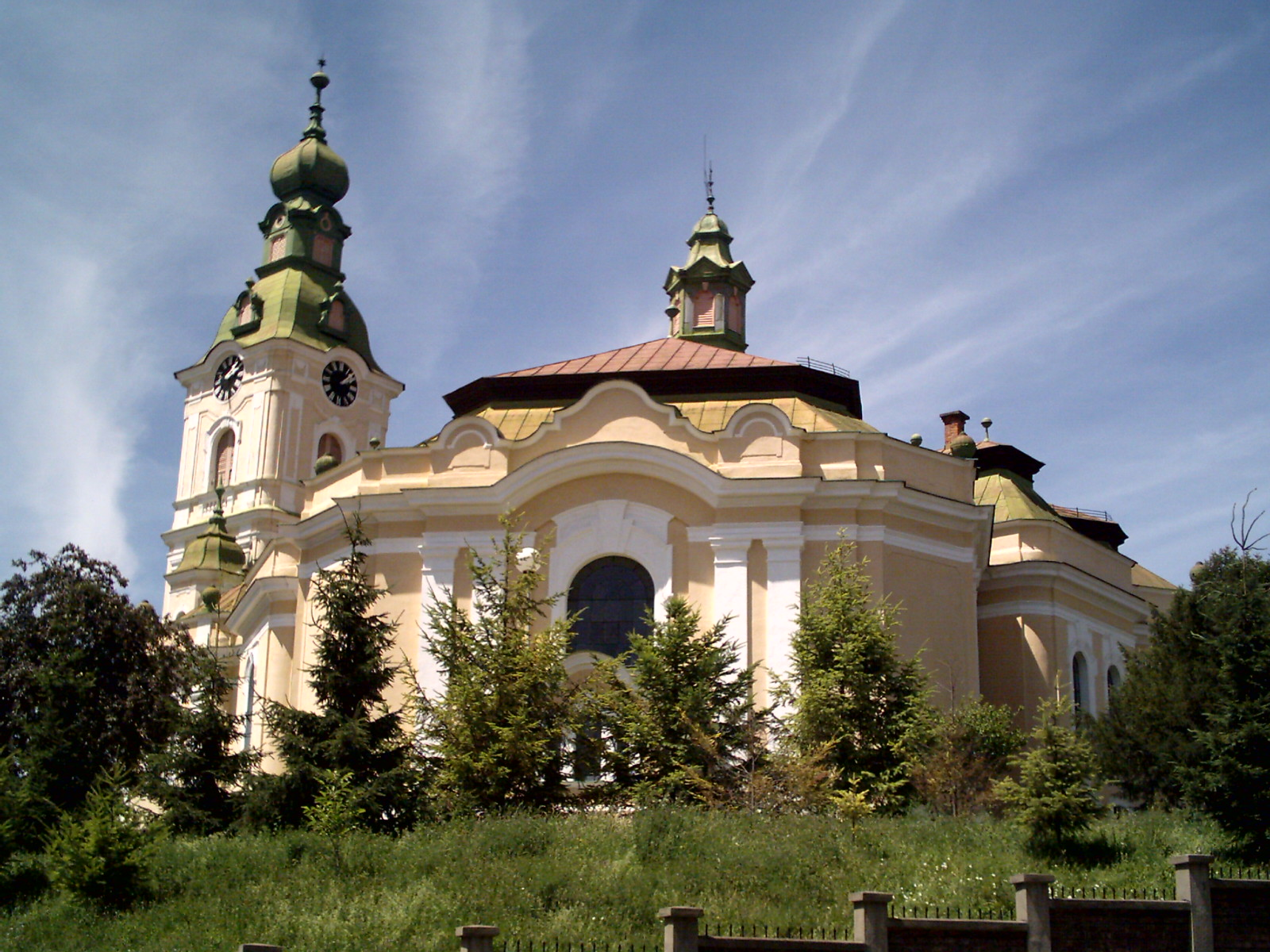
Kerk van de stad Zalău, hoofdstad van Sălaj. Gebouwd in 1904–07.